# Keeluholali, Mulbagal
Keeluholali là một làng thuộc tehsil Mulbagal, huyện Kolar, bang Karnataka, Ấn Độ.